# Арсланова, Фирая Хабибулловна
Фирая Хабибулловна Арсланова (10 марта 1934, Темир, КазАССР — 25 марта 1995, Тверь) — советский и российский археолог, специалист в области археологии кимаков, археологии, истории и культуры Казахстана, древнерусской археологии.
Преподаватель Тверского (Калининского) государственного университета.

## Биография
Родилась 10 марта 1934 года в городе Темир Актюбинской области Казахской ССР.
С 1956 года, окончив исторический факультет Казахского государственного университета им. С. М. Кирова в Алма-Ате, работала младшим научным сотрудником отдела археологии Института истории, археологии и этнографии АН Казахской ССР.
С 1964 года работала в Кокчетаве, с 1965 — доцентом кафедры истории СССР Усть-Каменогорского педагогического института.
В 1974 году переехала в Калинин, до конца жизни работала доцентом кафедры истории СССР (отечественной истории) исторического факультета Калининского (с 1991 — Тверского) университета). Читала курс «Основы археологии» и специальные курсы по археологии; осуществляла научное руководство выпускными работами.

## Научная деятельность
В 1964 г. защитила кандидатскую диссертацию на тему «Археологические памятники Среднего Прииртышья», подготовленную под руководством академика АН КазССР А. Х. Маргулана.
В 1965—1974 годы возглавляла археологическую экспедицию Усть-Каменогорского пединститута. Ею были раскопаны памятники андроновской культуры (Зевакино, Убинский форпост, Усть-Каменогорск), сросткинской культуры (Бобровка), памятники кимаков (Азовка, Бобровка, Ждановка, Зевакино, Камышинка, Кара-Оба, Орловка, Совхоз «25 лет Октября», Уш-Биик). Коллекции из раскопок Ф. Х. Арслановой хранятся и выставлены в экспозициях Центрального государственного музея Республики Казахстан (г. Алматы), Павлодарского областного историко-краеведческого музея им. Г. Н. Потанина, Восточно-Казахстанского областного историко-краеведческого музея. Среди находок — головной убор «бокка» из серебра XII—XIII вв., бронзовое зеркало, детали воинского и конского снаряжения, украшения.
Возглавляла археологическую экспедицию КГУ (ТвГУ). Под её руководством были проведены раскопки одного из крупнейших древнерусских погребальных памятников XI—XIII вв. на Верхней Волге — курганного могильника Избрижье. Могильник включал около 140 насыпей, к настоящему моменту изучено около 80 % памятника. Среди находок — височные кольца, ожерелья из бус, подвески, шейные гривны, браслеты, перстни, предметы быта и вооружения, поясные пряжки, фибулы, коллекция керамики. Обнаружены деревянные погребальные сооружения. Исследовалось также многослойное поселение Избрижье 1, включающее слои эпохи бронзы, раннего железного века и средневековья.
В 1980-х г г. вместе со студентами исторического факультета КГУ принимала участие в советско-болгаро-венгерской экспедиции (руководитель С. А. Плетнева), исследовавшей Маяцкое городище.
С начала 1980-х гг. Ф. Х. Арсланова начинает публиковать материалы археологических памятников Тверского Поволжья. В основном, это результаты раскопок Избрижского погребального комплекса. Статьи посвящены отдельным элементам погребального обряда, погребальным сооружениям, керамике, костюму.
Параллельно с работой в Калинине и изучением древнерусской культуры продолжала исследования материальной культуры тюркоязычных племен VII—XII вв. н. э. на территории Прииртышья. С 1981 по 1987 гг. проводила археологические исследования на территории Восточного Казахстана.
С 1962 по 1999 гг. было опубликовано более 70 научных работ Ф. Х. Арслановой и её соавторов.
В 2013 г. была опубликована монография Ф. Х. Арслановой «Очерки средневековой археологии Верхнего Прииртышья», включившая ранее неопубликованные и опубликованные материалы.
Среди учеников Ф. Х. Арслановой — известный казахстанский археолог З. С. Самашев, археологи — исследователи средневековых памятников Тверской области.

## Публикации
- Арсланова Ф. Х. Могильник ранних кочевников на правобережье Иртыша // Известия АН КазССР. Вып.2 (19). Алма-Ата, 1962.
- Арсланова Ф. Х. Археологические памятники Среднего Прииртышья : Автореф. дис. … канд. ист. наук / АН КазССР. Ин-т истории, археологии и этнографии им. Ч. Ч. Валиханова. — Алма-Ата, 1964. — 19 с.
- Арсланова Ф. Х. Погребения тюркского времени в Восточном Казахстане // Культура древних скотоводов и земледельцев Казахстана. Алма-Ата, 1969. С.43-58.
- Арсланова Ф. Х. Курганы с трупосожжением в Верхнем Прииртышье // Поиски и раскопки в Казахстане. Алма-Ата, 1972. С.56-77.
- Арсланова Ф. Х. Новые материалы VII—VI вв. до н. э. из Восточного Казахстана // СА. 1972. № 1. С.253-258.
- Арсланова Ф. Х. Памятники андроновской культуры из Восточно-Казахстанской области // СА. 1973. № 4. С.160-168.
- Арсланова Ф. Х., Кляшторный С. Г. Руническая надпись на зеркале из верхнего Прииртышья // Тюркологический сборник. 1972. М., 1973. С.306-334.
- Арсланова Ф. Х. Некоторые памятники позднего бронзового века Верхнего Прииртышья // СА. 1974. № 1. С.220-226.
- Арсланова Ф. Х., Чариков А. А. Каменные изваяния Верхнего Прииртышья // СА. 1974. № 3. С.220-235.
- Арсланова Ф. Х. Курганы с «усами» Восточного Казахстана // Древности Казахстана. Алма-Ата, 1975. С.116-130.
- Арсланова Ф. Х. К датировке металлических изделий эпохи бронзы Казахстанского Прииртышья // Археологические исследования древнего и средневекового Казахстана. Алма-Ата, 1980. С.82-96.
- Арсланова Ф. Х. Керамика раннесредневековых курганов Казахстанского Прииртышья // Раннесредневековые древности Евразийских степей. М.,1980. С.79-105.
- Арсланова Ф. Х. Случайная находка бронзовых вещей в Семиреченском Прииртышье // КСИА. Вып. 167: Археология Сибири, Средней Азии и Кавказа. М., 1981. С.54-58.
- Арсланова Ф. Х. Курганы у с. Избрижье // Археологические исследования в Верхневолжье. Калинин, 1983. С.94-109.
- Арсланова Ф. Х. К вопросу о связях племен Павлодарского Прииртышья с населением Западной Сибири (VII—XI вв.) // Этнокультурные процессы в западной Сибири. Томск, 1983. С.105-118.
- Арсланова Ф. Х. Пряжки «византийского» типа из Прииртышья // Западная Сибирь в эпоху средневековья. Томск, 1984. С.119-129.
- Арсланова Ф. Х., Самашев З. С. Курганы кимаков в Семипалатинском Прииртышье // Проблемы средневековой археологии Урала и Поволжья. Уфа, 1987. С.122-134.
- Арсланова Ф. X. Погребальные сооружения кривичей у села Избрижье // Археология и история Пскова и псковской земли. 1989.
- Указатель литературы по археологии Тверского Поволжья: Библиографический указатель для студентов исторического факультета и учителей. Составители: Ф. Х. Арсланова, И. С. Маликова. Калинин, 1990.
- Арсланова Ф. Х., Бодунов Е. В. Керамика из средневековых памятников Ржевского района // Керамика раннего железного века и средневековья Верхневолжья и сопредельных территорий. Тверь, 1991. С.127-145.
- Арсланова Ф. Х., Ковалец Ю. А. Посуда кривичей Избрижья // Керамика раннего железного века и средневековья Верхневолжья и сопредельных территорий. Тверь, 1991. С.74-103.
- Арсланова Ф. Х. Языческая символика в обрядовой женской одежде кимаков и кипчаков // Вторые исторические чтения памяти М. П. Грязнова. Ч.2. Омск, 1992. С.83-86.
- Арсланова Ф. Х., Беляков А. С. Новые материалы из Избрижья // Тверь, Тверская земля и сопредельные территории в эпоху средневековья. Вып.2. Тверь, 1997. С.39-54.
- Арсланова Ф. Х., Скукина Е. В. Роль Тверской ученой архивной комиссии в археологическом изучении Тверского края // Тверь, Тверская земля и сопредельные территории в эпоху средневековья. Вып.3. Тверь, 1999. С.249-253.
- Арсланова Ф. Х. Очерки средневековой археологии Верхнего Прииртышья / Материалы и исследования по археологии Казахстана[6]. Т. III. Астана: 2013. 406 с. ISBN 978-601-804220-0-3